# Говорящ хор „Гоце Делчев“
Говорящият хор „Гоце Делчев“ е хор към Кукушкото благотворително братство в София, съществувал от 1936 до 1942 година.

## История
Създаден е през пролетта на 1936 година, след сполучливо изнасяне на колективната декламация „Илинден“ на утро, организирано от Кукушкото братство за честване на годишнината от смъртта на Гоце Делчев. Скоро става средище на младежите от крайните квартали. Говорещият хор организира забави в домове, на полето край Кюстендилската линия, на излети в планината.
Редовният състав на хора е от 20  до 50 души, но заедно с тях участват и други, тъй че по време на съществуването му в него са участвали повече от 500 души.
Първият ръководител на хора е Георги Пенджеров, след него са Из. Хершкович, Марта Мянкова и Боян Дановски. Никола Вапцаров, когато се връща след интернирането му в Годеч, известно време ръководи хора. Разучават неговото стихотворение „Родина“. Той участва в дейността на хора и като индивидуален изпълнител на декламации. В дейността на хора са участвали доста дейци на БКП като Стефан Крекманов, Атанас Романов, Никола Вапцаров, Танка Янева, Пенка Михайлова, Янушка Янева.
Репертоарът се състои от български и чуждестранни автори, класици и съвременници: Христо Ботев, Иван Вазов, Яворов, Михаил Лермонтов, Христо Смирненски, Николай Хрелков, Никола Вапцаров, Иван Бурин, Св. Вихров и други.
През пролетта на 1940 година хорът, тогава ръководен от Марта Мянкова, участва в организираното от Българо-съветското дружество  Лермонтовско утро в зала „България“. Изпълнението на две творби на поета: „Смъртта на поета“ и „Атаман“, е посрещнато с въодушевление от публиката и похвалено от Стефан Македонски, ръководител на художествената програма. Хорът се представя и на сцената на Учителската каса, Еврейския народен дом, Дома на правниците и другаде.
Говорящият хор съществува до началото на 1942 година.